# Klein Sisbeck
Klein Sisbeck ist ein Ortsteil der Gemeinde Groß Twülpstedt, im Landkreis Helmstedt in Niedersachsen.

## Geografie und Verkehrsanbindung
Klein Sisbeck liegt im Osten von Niedersachsen, etwas abseits der Hauptverkehrswege. Rund einen Kilometer östlich von Klein Sisbeck verläuft die Bundesstraße 244. Kreisstraßen führen von Klein Sisbeck nach Groß Sisbeck, Bisdorf und Volkmarsdorf. Buslinien führen von Klein Sisbeck bis nach Helmstedt und Wolfsburg. Die Landschaft um Klein Sisbeck wird zum Helmstedter Holzland gezählt.

## Geschichte
Die erste bekannte Erwähnung von Klein Sisbeck datiert auf das Jahr 1150.
Von 1807 bis 1813, in der Franzosenzeit, gehörte Klein Sisbeck zum Kanton Bahrdorf im Distrikt Helmstedt, im Departement der Oker des Königreiches Westphalen. Mit der 1814 erfolgten Neuordnung kam Klein Sisbeck zum Kreisgericht Vorsfelde, dem späteren Amt Vorsfelde. Seit der Gründung des Landkreises Helmstedt am 1. Januar 1833 gehört Klein Sisbeck dazu.
1931 wurde die Freiwillige Feuerwehr gegründet. Infolge der Flucht und Vertreibung Deutscher aus Mittel- und Osteuropa von 1945–1950 hatte sich die Einwohnerzahl von Klein Sisbeck von 199 (1939) auf 389 (1950) vergrößert, davon waren 1950 165 Heimatvertriebene.
1966 erfolgte die Schließung der Schule, und die Spar- und Darlehenskasse Klein Sisbeck ging in der neu gegründeten Spar- und Darlehenskasse Sisbeck mit Sitz in Groß Sisbeck auf. Seit dem 1. Juli 1972 gehört Klein Sisbeck zur Gemeinde Groß Twülpstedt.

### Einwohner
| Jahr      | 1821 | 1849 | 1871 | 1905 | 1925 | 1939 | 1950 | 1956 |
| --------- | ---- | ---- | ---- | ---- | ---- | ---- | ---- | ---- |
| Einwohner | 159  | 158  | 208  | 208  | 234  | 199  | 389  | 388  |

## Infrastruktur

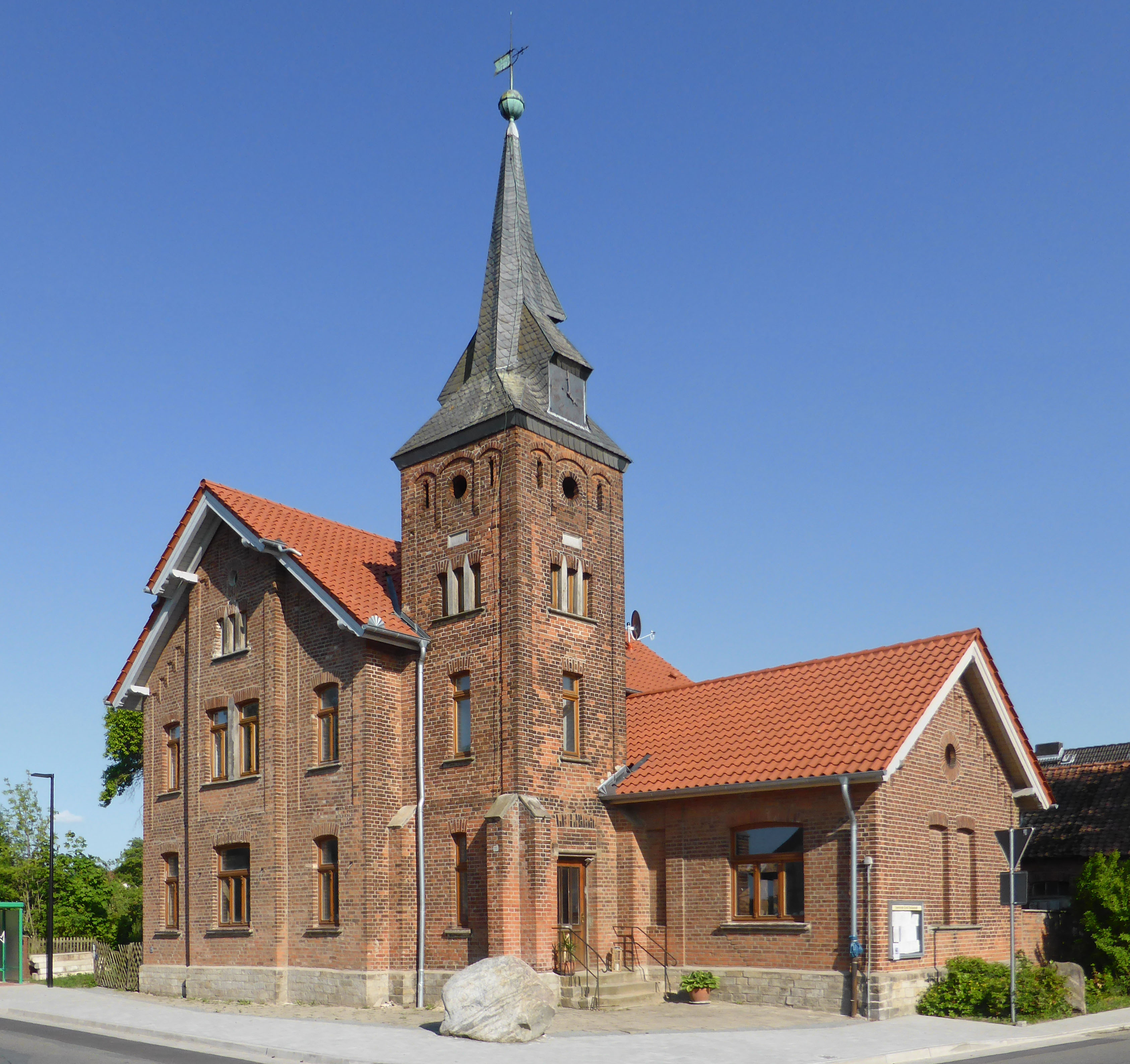
Ehemalige Schule

In Klein Sisbeck befinden sich ein Feuerwehrhaus, ein Spielplatz, ein Sportplatz und ein Friedhof mit einer Kapelle und einem kleinen Glockenturm, sowie dem Kriegerdenkmal, das an die Klein Sisbecker Opfer der beiden Weltkriege erinnert.
Einkaufsmöglichkeiten des täglichen Bedarfs sowie Gastronomie sind in Klein Sisbeck nicht vorhanden. Die Schule, die Poststelle II („Klein Sisbeck“, später „Groß Twülpstedt 6“), die Zweigstelle der Norddeutschen Landesbank, das Lebensmittelgeschäft und die Gaststätte Dorfkrug wurden geschlossen.
Klein Sisbeck hat keine Kirche. Eine evangelische Kirche, St. Maria und St. Cyriakus, befindet sich in Groß Twülpstedt. Katholiken in Klein Sisbeck gehören zur Pfarrei St. Michael in Vorsfelde mit der nähergelegenen Filialkirche Unbefleckte Empfängnis Mariä in Velpke.
1947 wurde der Sportverein SSC Klein Sisbeck gegründet, aus ihm ging 1992 der heutige STV Holzland hervor. 1972 wurde der Schützenverein Klein Sisbeck vom SSC übernommen und als „Sparte Schiessen“ weitergeführt.